# تاش کوله
تاش کوله یا مزارسنگی پارسی/ایرانی (به ترکی: Taş Kule یا Pers Mezar Anıtı) یک آرامگاه باستانی هخامنشی در منطقۀ فوچا در استان ازمیر در کشور ترکیه امروزی است که همانندی بسیاری به آرامگاه کوروش بزرگ دارد. این بنا به دورۀ حکومت هخامنشیان بر آناتولی مابین سالهای ۵۴۶ تا ۴۸۰ پیش از میلاد نسبت داده شده است.

## جایگاه
تاش کوله در ۷ کیلومتری شرق فوچا و در ۱۰۰ متری جادۀ اصلی قرار دارد.

## دیرینگی
بنای تاش کوله مربوط به سده ۴ پیش از میلاد دانسته شده‌ است و گفته می‌شود که در زمان حکومت هخامنشیان در آناتولی ساخته شده است.

## دربارۀ آرامگاه
بنای موسوم به تاش کوله به سبک لیدیایی-لیسیایی ساخته شده و شباهت بالایی را با آرامگاه کوروش بزرگ در پاسارگاد نشان می‌دهد. با توجه به ساختار و شکل بنا، کاربری آن آرامگاه دانسته شده‌ است. فرم بنا به شکل پلکانی است که از یک صخرۀ بزرگ یک‌ تکه کنده شده است. بنا دارای دو سطح است و اتاق محل خاکسپاری در طبقۀ پایین قرار دارد. همانند دیگر آرامگاه‌های  لیسیایی، لیدیایی و فریجیه‌ای، بنای تاش کوله هم تأثیر بالایی را از معماری مشترک اقلیم آناتولی در دوره حکومت های لیدیایی و روم و یونان و مقدونیه نشان می‌دهد.
برخی از باستان‌شناسان بر این باور هستند که تاش کوله برای یک اشراف‌زادۀ لیدیایی و یا یک رهبر محلی که به حکومت وقت خدمت می‌کرده ساخته شده‌ است.

## بازسازی
کار بازسازی تاش کوله در سال ۲۰۰۰ آغاز شد و در سال ۲۰۰۱ به پایان رسید و امکان بازدید گردشگران از این بنا فراهم شد.